# Richelieu (Québec)
Richelieu è un comune del Canada, situato nella provincia del Québec, nella regione di Montérégie.